# 于学军 (1964年)
于学军（1964年3月—），中华人民共和国政治人物，籍贯吉林省柳河县。曾任国家卫生健康委员会副主任、党组成员。